# Thalassodes maipoensis
Thalassodes maipoensis là một loài bướm đêm trong họ Geometridae.